# Lasioglossum modestum
Lasioglossum modestum är en biart som först beskrevs av Raymond Benoist 1944.  Lasioglossum modestum ingår i släktet smalbin, och familjen vägbin. Inga underarter finns listade i Catalogue of Life.